# Saima Haapaniemi
Saima Anna Haapaniemi, född Leini 4 april 1910 i Ingermanland, var en finländsk-svensk psykiater.
Haapaniemi, som var dotter till godsägare Paavo Leini och Maria Häyhänen, avlade finländsk läkarexamen 1949 och erhöll Kungl. Maj:ts tillstånd att i Sverige utöva läkekonsten 1955. Hon innehade olika läkarförordnanden i Finland till 1950, blev underläkare vid Sandträsks sanatorium sistnämnda år, vid Luleå lasarett 1951, var t.f. provinsialläkare i Norrbottens län 1952–1953, t.f. underläkare vid Furunäsets sjukhus i Piteå 1954–1956, läkare där 1956–1957, förste läkare 1957–1962 och överläkare vid Furunäsets sjukhus från 1962.